# ATP-toernooi van Maceió
Het ATP-toernooi van Maceió was een tennistoernooi voor mannen dat eenmalig in 1992 gehouden werd in de Braziliaanse stad Maceió.

## Finales

### Enkelspel
| Jaar | Winnaar         | Finalist           | Score             |
| ---- | --------------- | ------------------ | ----------------- |
| 1992 | Tomás Carbonell | Christian Miniussi | 7-6(12), 5-7, 6-2 |

### Dubbelspel
| Jaar | Winnaars                  | Finalisten                   | Score         |
| ---- | ------------------------- | ---------------------------- | ------------- |
| 1992 | Gabriel Markus John Sobel | Ricardo Acioly Mauro Menezes | 6-4, 1-6, 7-5 |

ITF-toernooien (mannen en vrouwen)

ATP-toernooien (mannen) – ATP-seizoen 2025

WTA-toernooien (vrouwen) – WTA-seizoen 2025

Voormalige toernooien mannen
Voormalige toernooien vrouwen
Voormalige amateurtoernooien